# Michael Hart (football)
Pour les articles homonymes, voir Hart.
Michael Hart est un footballeur écossais né le 10 février 1980 à Bellshill.

## Carrière
- 1997-2001 : Aberdeen FC  Écosse
- 2000-2003 : Livingston FC  Écosse
- 2003-2008 : Aberdeen FC  Écosse
- 2008-2010 : Preston North End FC  Angleterre
- 2010-2012 : Hibernian FC  Écosse[1],[2]

## Palmarès
Livingston FC
- Division One
  - Champion (1) : 2001